# 今日のレースリプレイ
今日のレースリプレイ（きょうのレースリプレイ）はグリーンチャンネルで放送されている中央競馬のハイライト番組である。日曜深夜の「今週のレースリプレイ」（こんしゅうのレースリプレイ）、並びに月曜夜の「先週のレースリプレイ」（せんしゅうのレースリプレイ）も趣旨が全く同じである。

## 概要
番組は毎回、1つの競馬場・1開催日につき30分ずつの編成を組んでおり、開催された当日のすべてのレースをノーカットで再生放送するというものである。
原則として、関東主場→関西主場→第3場（裏開催）の順番に放送される。なお日曜深夜と月曜夜に行われる「今週・先週のリプレイ」の場合は各競馬場ごとに土曜日→日曜日の順番で放送する。それぞれのレース終了後、上位確定順位の馬番（ターフビジョン）→上位確定順位の馬名・着差・払戻金→全出走馬の着順・着差を表示する。

## 放送時間

### 今日のレースリプレイ
- 土曜18:00-19:30
- 日曜18:30-20:00
- 土曜深夜（日曜未明）1:30-3:00
- 日曜深夜（月曜未明）0:00-1:30

### 今週・先週のレースリプレイ
- 日曜深夜（月曜未明）2:00-5:00
- 月曜19:00-22:00
- 木曜16:00-19:00

### 注
- 3日間開催や、台風・豪雪などにより中止・代替開催が生じた場合はその都度放送日時を変更することがある。また、年数回程度、日曜深夜（月曜未明）～月曜夜に大規模な放送設備点検が行われる日があり、その場合日曜深夜の「今週のレースリプレイ」が休止となり、月曜夜の「先週の-」だけが放送される場合もある。
- 2場以下の開催である場合は、残りの時間は以前は「今日（今週・先週）のレース結果」（字幕のみ）を放送していたが、2017年以降は牧場風景の環境映像となっている。

### 放送パターン
| 時間帯    | 「今日」2場開催の場合 | 「今日」3場開催の場合 | 「今週・先週」2場開催の場合 | 「今週・先週」3場開催の場合 |
| --------- | --------------------- | --------------------- | --------------------------- | --------------------------- |
| 00-30分   | 関東主場当日分        | 関東主場当日分        | 関東主場土曜日分            | 関東主場土曜日分            |
| 30-60分   | 関西主場当日分        | 関西主場当日分        | 関東主場日曜日分            | 関東主場日曜日分            |
| 60-90分   | 環境映像              | 第3場当日分           | 関西主場土曜日分            | 関西主場土曜日分            |
| 90-120分  | （放送なし）          | （放送なし）          | 関西主場日曜日分            | 関西主場日曜日分            |
| 120-150分 | （放送なし）          | （放送なし）          | 環境映像                    | 第3場土曜日分               |
| 150-180分 | （放送なし）          | （放送なし）          | 環境映像                    | 第3場日曜日分               |

（凡例）
関東主場=中山・東京、および夏季の福島・新潟の各競馬場
関西主場=京都・阪神、および夏季の中京・小倉の各競馬場
第3場=夏季以外の福島・新潟・中京・小倉、および夏季の札幌・函館の各競馬場